# Лосево (Мазовецьке воєводство)
Лосево (пол. Łosewo) — село в Польщі, у гміні Покшивниця Пултуського повіту Мазовецького воєводства.
Населення — 119 осіб (2011).
У 1975-1998 роках село належало до Цехановського воєводства.

## Демографія
Демографічна структура станом на 31 березня 2011 року:
|          | Загалом | Допрацездатний вік | Працездатний вік | Постпрацездатний вік |
| -------- | ------- | ------------------ | ---------------- | -------------------- |
| Чоловіки | 61      | 13                 | 37               | 11                   |
| Жінки    | 58      | 11                 | 33               | 14                   |
| Разом    | 119     | 24                 | 70               | 25                   |